# Patricia Bullrich
Patricia Bullrich (sinh ngày 11 tháng 6 năm 1956) là một chính trị gia người Argentina. Bà lãnh đạo tổ chức Liên minh cho tất cả (UPT), thành lập một phần của Liên minh dân sự, và giữ chức Bộ trưởng Bộ An ninh liên bang.

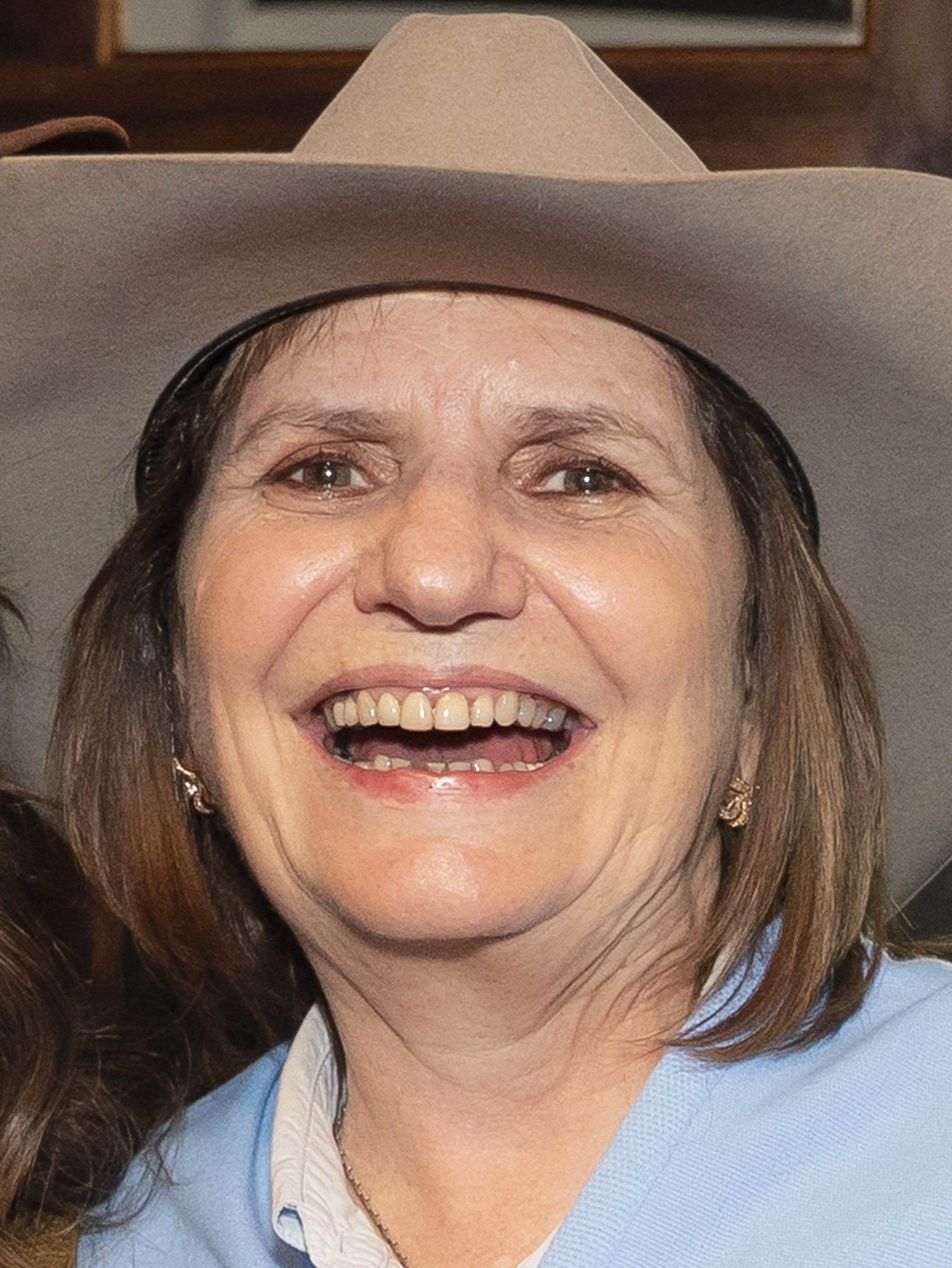
Patricia Bullrich (2025)

Sinh ra ở Buenos Aires, Bullrich tốt nghiệp Đại học Palermo và khi còn là một phụ nữ trẻ có liên quan đến Thanh niên Peronist, rất thân với Montoneros, cánh tay khủng bố của Peronism, có cấp bậc trung úy trong tổ chức, có liên quan mật thiết với Rodolfo Galimberti và Roberto Perdia, các nhà lãnh đạo cấp cao của Montoneros và sử dụng biệt danh chiến tranh La Piba. Sau khi trở lại chế độ dân chủ, bà trở thành Bí thư Tổ chức của Đảng Công lý ở Buenos Aires và được bầu làm phó tướng Peronist vào năm 1993. Năm 1995, bà được vinh danh là Nhà lập pháp của năm.
Thất vọng với những gì xảy ra với Peronist, Bullrich rời Quốc hội năm 1997 và thành lập UPT, ban đầu là phương tiện để nghiên cứu và vận động về chủ đề tội phạm và an ninh. Bà đã làm việc cho chính quyền bang ở tỉnh Buenos Aires về các vấn đề an ninh, phát triển một dự án trị an cộng đồng ở Hurlingham, nơi trở nên nổi tiếng trong nước và quốc tế.
Năm 1999, UPT trở thành một phần của Liên minh Công tác, Tư pháp và Giáo dục, đưa Fernando de la Rúa lên làm Chủ tịch và Bullrich được bổ nhiệm vào văn phòng của Bộ Chính sách Hình sự và Các vấn đề Sám hối. Năm 2001, bà được bổ nhiệm làm bộ trưởng nội các, với tư cách là Bộ trưởng Lao động, Việc làm và Nhân sự, và cuối năm đó là Bộ trưởng An sinh Xã hội. Trong cuộc khủng hoảng kinh tế năm 2001, bà đã lãnh đạo kế hoạch giảm đáng kể tiền lương của nhân viên nhà nước và mức lương hưu của nhà nước.
Sau sự sụp đổ của chính phủ Liên minh De la Rúa, Bullrich và các đồng nghiệp của bà chính thức ra mắt UPT với tư cách là một đảng chính trị, vào ngày 6 tháng 3 năm 2002. Năm sau đó, Đảng đã tham gia các cuộc bầu cử cho Thành phố Buenos Aires, với Bullrich là ứng cử viên cho chức vụ Chính phủ cho Alianza Unión para Recrear Buenos Aires, làm việc với phong trào Recrear của Ricardo López Murphy. Họ đứng thứ tư với gần 10% số phiếu.
Năm 2007, Bullrich lãnh đạo UPT vào Liên minh dân sự cùng với các nhóm đối lập và các phong trào xã hội khác nhau, chủ yếu là ARI do Elisa Carrió lãnh đạo. Liên minh đã giành được một số ghế trong các thượng viện và hạ viện của Quốc hội và bản thân Bullrich đã được bầu làm Phó Quốc gia cho Buenos Aires. Tuy nhiên, chính trị trung tâm và lịch sử chính trị của bà với tư cách là một bộ trưởng chính phủ, đã góp phần vào sự bất mãn của một nhóm các thành viên cánh tả của ARI đã rời khỏi Liên minh dân sự.
Sau cuộc bầu cử của Mauricio Macri vào vị trí tổng thống vào ngày 22 tháng 11 năm 2015, ngày 25 tháng 11 năm 2015, Bullrich đã được đề cử làm Bộ trưởng Bộ An ninh Quốc gia.